# The Liberation Day Tour
Il The Liberation Day Tour è stato un breve tour di due date del gruppo industrial sloveno dei Laibach in Corea del Nord.
I Laibach sono stati il primo gruppo straniero a esibirsi dalla nascita della Corea del Nord.
Il The Liberation Day Tour era chiamato così per ricordare il 70º anniversario della fine dell'occupazione giapponese della Corea nel 1945. 

## Organizzazione
Il breve tour è stato organizzato dai tour operator specializzati in viaggi in Corea del Nord Young Pioneer Tours che ha sede a Xi'an in Cina e da Koryo Tours che ha sede a Pechino.

## Location
Come location è stata scelta la sala principale del Conservatorio di Pyongyang "Kim Won Gyun", il pubblico era per entrambe le date di 1.000 persone tra cui alcuni stranieri.

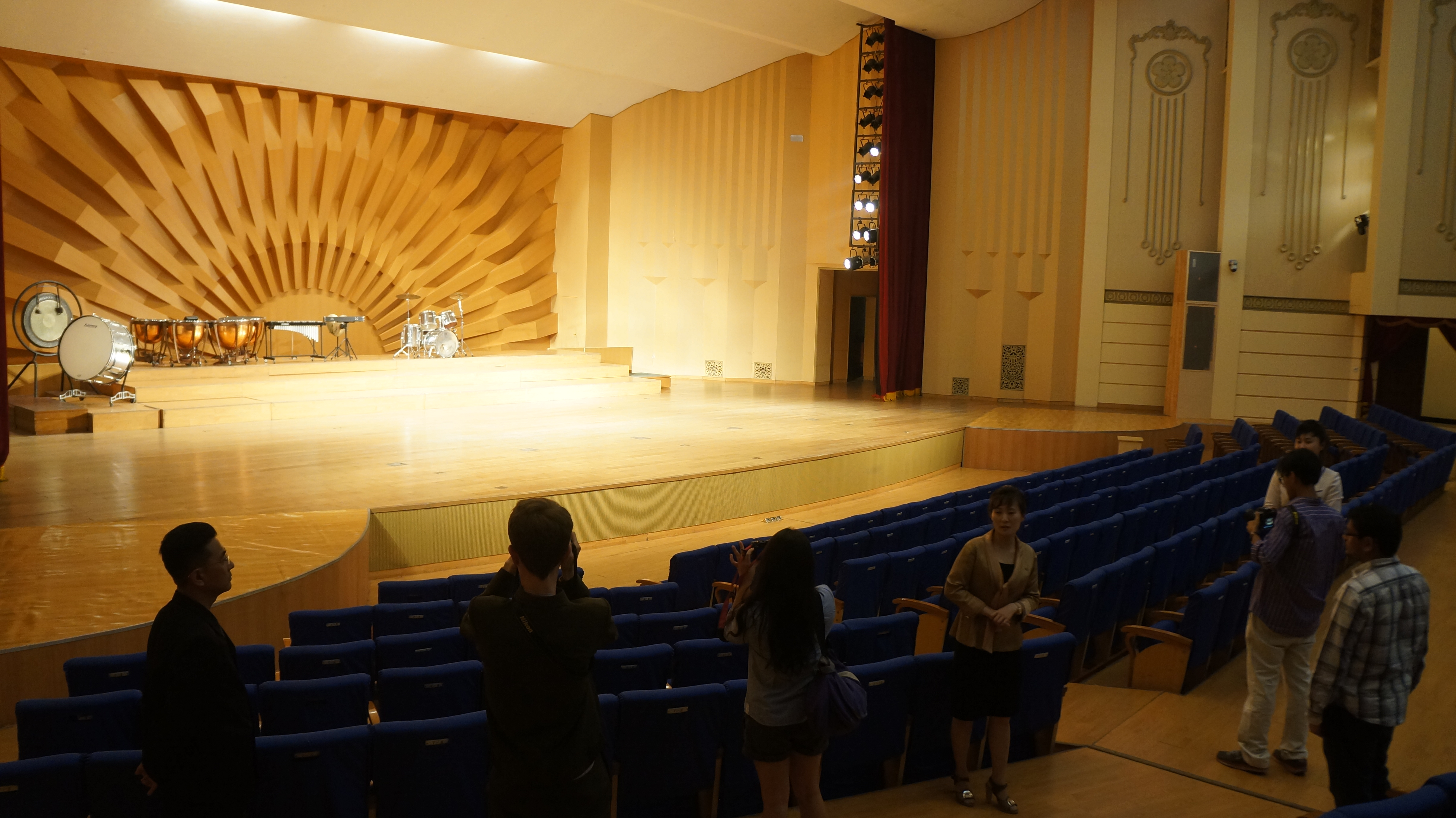
Il Conservatorio di Pyongyang "Kim Won Gyun" dove si sono esibiti i Laibach.

## Documentario
Nel 2016 è uscito il documentario Liberation Tour diretto dall'artista norvegese Morten Traavik che ha anche fatto da regista per un video di un singolo del gruppo, The Whistleblowers.

## Scaletta del tour
La scaletta del tour è stata la seguente:
1. The Final Countdown (cover Europe)
2. The Whistleblowers
3. Do-Re-Mi (cover Rodgers e Hammerstein)
4. Climb Ev'ry Mountain (cover Rodgers e Hammerstein)
5. Edelweiss (cover Rodgers e Hammerstein)
6. The Hills Are Alive
7. Across the Universe (cover The Beatles)
8. Opus Dei (Life is Life) (cover Opus)
9. Arirang (tradizionale)
10. The Whistleblowers (Diamond Version Remix)